# Pyrenäensteinbock
Der Pyrenäensteinbock (Capra pyrenaica pyrenaica) ist eine ausgestorbene Unterart des Iberiensteinbocks.

## Merkmale
Die Unterarten des Iberiensteinbocks unterscheiden sich äußerlich nur in der Färbung und Hornform. Der Pyrenäensteinbock ist vor allem durch die stellenweise dunkle Fellfärbung der Männchen und deren vergleichsweise starkes Gehörn gekennzeichnet. Diese Merkmale sind allerdings auch innerhalb der einzelnen Populationen sehr variabel, weshalb der Unterartstatus bisweilen angezweifelt wurde. Genetische Analysen zeigen jedoch, dass sich der Pyrenäensteinbock von anderen Formen des Iberiensteinbocks deutlich unterscheidet.

## Verbreitung
Der Pyrenäensteinbock war eine der ursprünglich vier Unterarten des Iberiensteinbocks. Diese Unterart war einst in den Pyrenäen innerhalb der Staaten Frankreich, Andorra und Spanien verbreitet. Die letzten Tiere lebten im Nationalpark Ordesa y Monte Perdido im Maladeta-Massif.

## Lebensraum und Nahrung
Seine Nahrung bestand aus Flechten, Gräsern und Kräutern, die er im bergigen Gelände, seinem Habitat, fand.

## Aussterben und Klonen
Während des 19. Jahrhunderts wurde der Pyrenäensteinbock massiv bejagt, und die Population nahm stetig ab. Der endgültige Grund des Aussterbens ist bis heute nicht geklärt. Forscher gehen meist von einer Infektionskrankheit oder Unfruchtbarkeit aus.
Bereits im Jahr 1918 wurde der Pyrenäensteinbock unter Schutz gestellt. Dennoch erholten sich die Bestände nicht und zählten bis in die 1980er Jahre nie mehr als 40 Tiere. Da die Bestände noch weiter sanken, entschied man sich schließlich dazu, die letzten Tiere einzufangen. Zu diesem Zeitpunkt waren allerdings nur noch drei alte Weibchen und kein männliches Tier mehr am Leben. Auch Versuche, die Tiere mit Männchen anderer Unterarten zu verpaaren, scheiterten am Alter der Weibchen. Dem letzten überlebenden Tier "Celia" wurde 1999 eine Zellprobe entnommen, um es zu klonen. Das Exemplar starb im Jahr 2000, wodurch die Unterart ausgestorben war. Mit Hilfe der Zellprobe wurde im Jahr 2003 ein Pyrenäensteinbock-Kitz geklont. Es war das erste Tier, das von einer ausgestorbenen Unterart geklont wurde. Der junge Steinbock starb aber schon nach einigen Minuten an einem Lungenversagen, womit die Unterart erneut ausstarb.